# Arroyo Perucho Verna
Arroyo Perucho Verna är ett vattendrag i Argentina.   Det ligger i provinsen Entre Ríos, i den östra delen av landet, 270 kilometer norr om huvudstaden Buenos Aires.
Trakten runt Arroyo Perucho Verna består i huvudsak av gräsmarker. Runt Arroyo Perucho Verna är det ganska glesbefolkat, med 21 invånare per kvadratkilometer.